# Ico Parisi

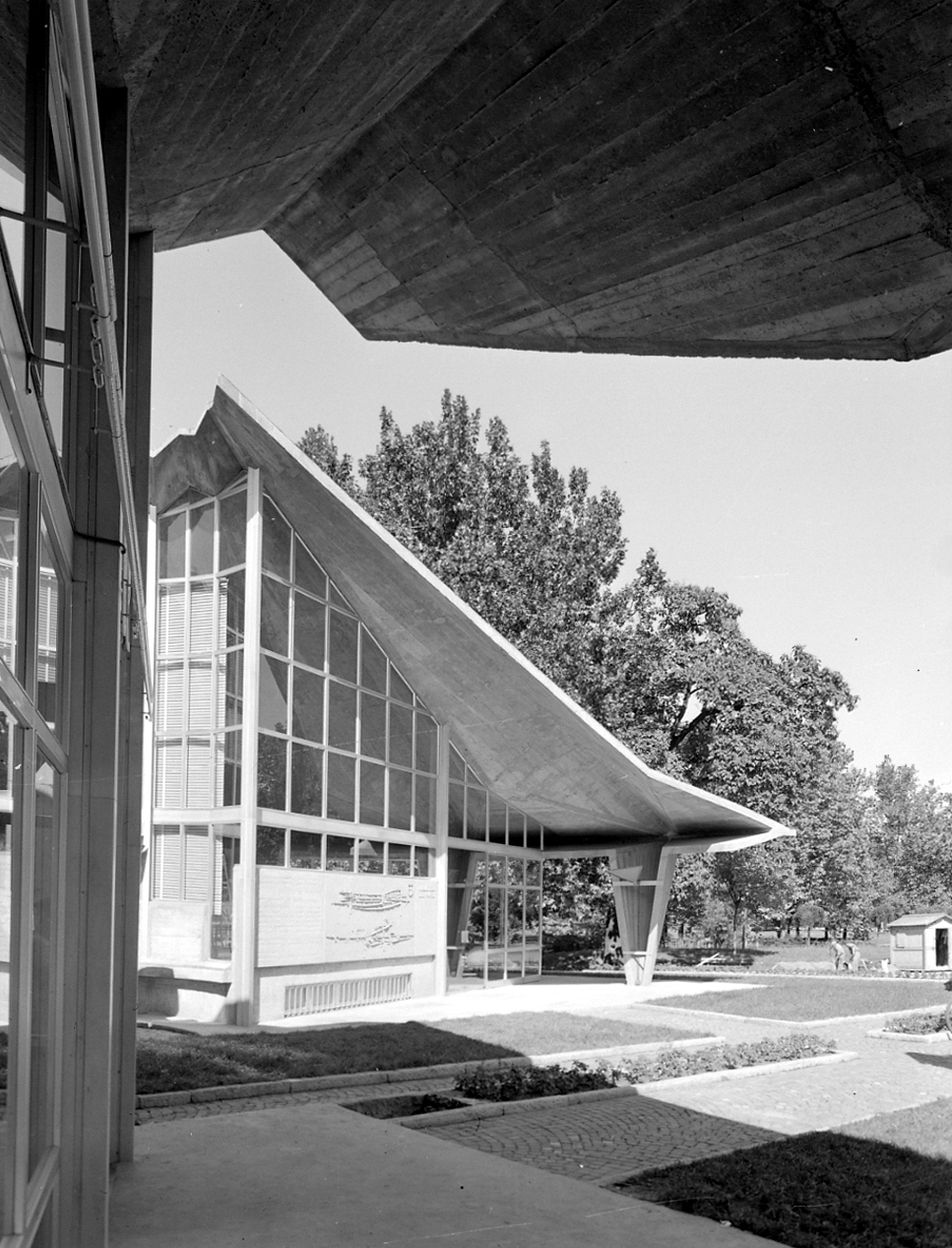
Padiglione Soggiorno im Simplonpark, errichtet zur zehnten Triennale, Mailand 1954. Foto von Paolo Monti.

Ico Parisi, eigentlich Domenico Parisi (* 23. September 1916 in Palermo; † 19. Dezember 1996 in Como), war ein italienischer Architekt und Designer. Er zählte zu den bedeutenden Stilbildnern des italienischen Möbeldesigns der 1950er Jahre.
Parisi sah sich selbst als „Renaissance-Künstler“, der sich für alle Formen der Kunst gleichermaßen interessierte: Er war in seiner mehr als fünfzigjährigen Schaffenszeit als Architekt, Industriedesigner, Maler, Dokumentarfilmer, Fotograf und Installationskünstler tätig.

## Leben

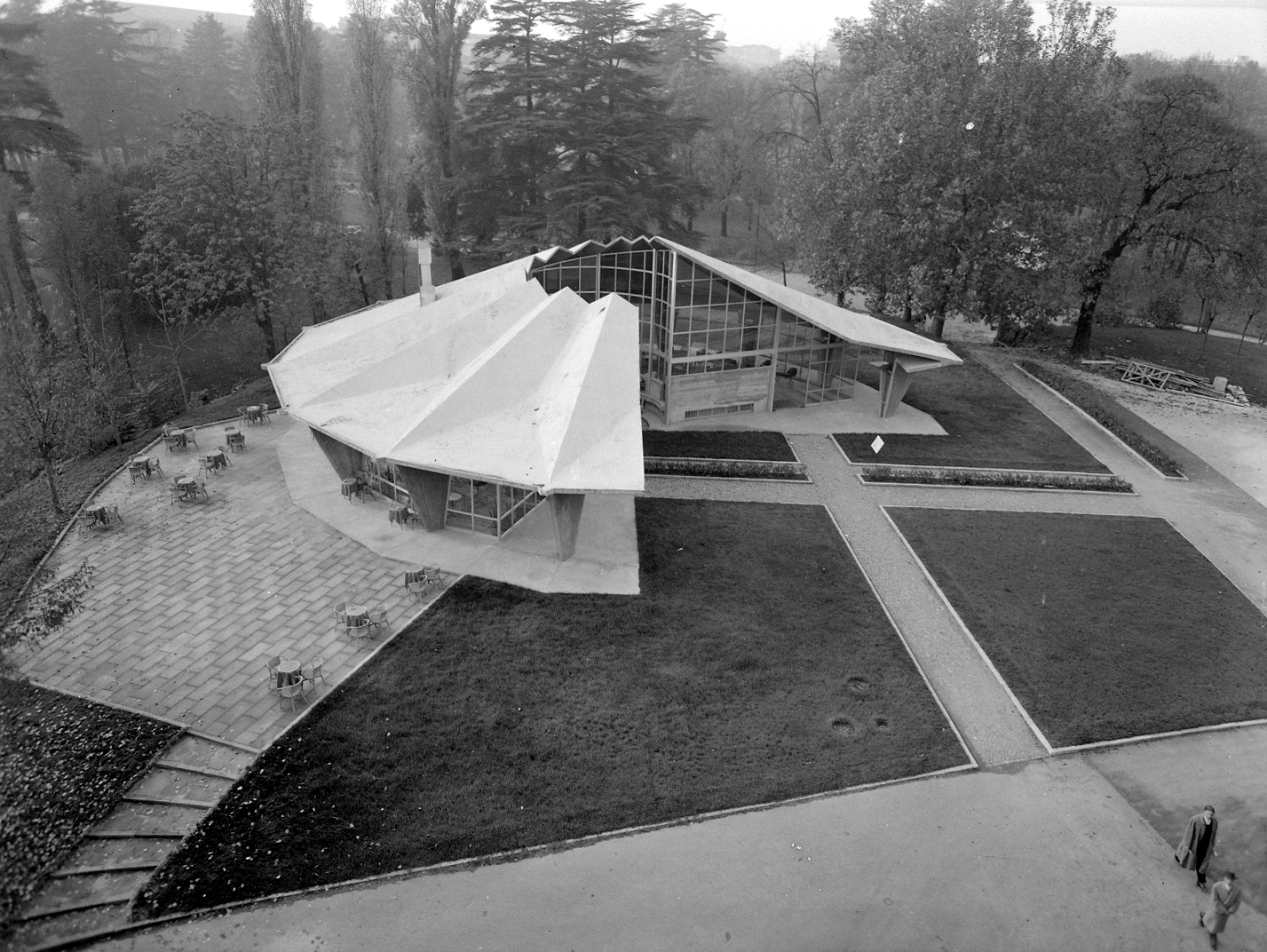
Padiglione Soggiorno. Foto von Paolo Monti, 1954.

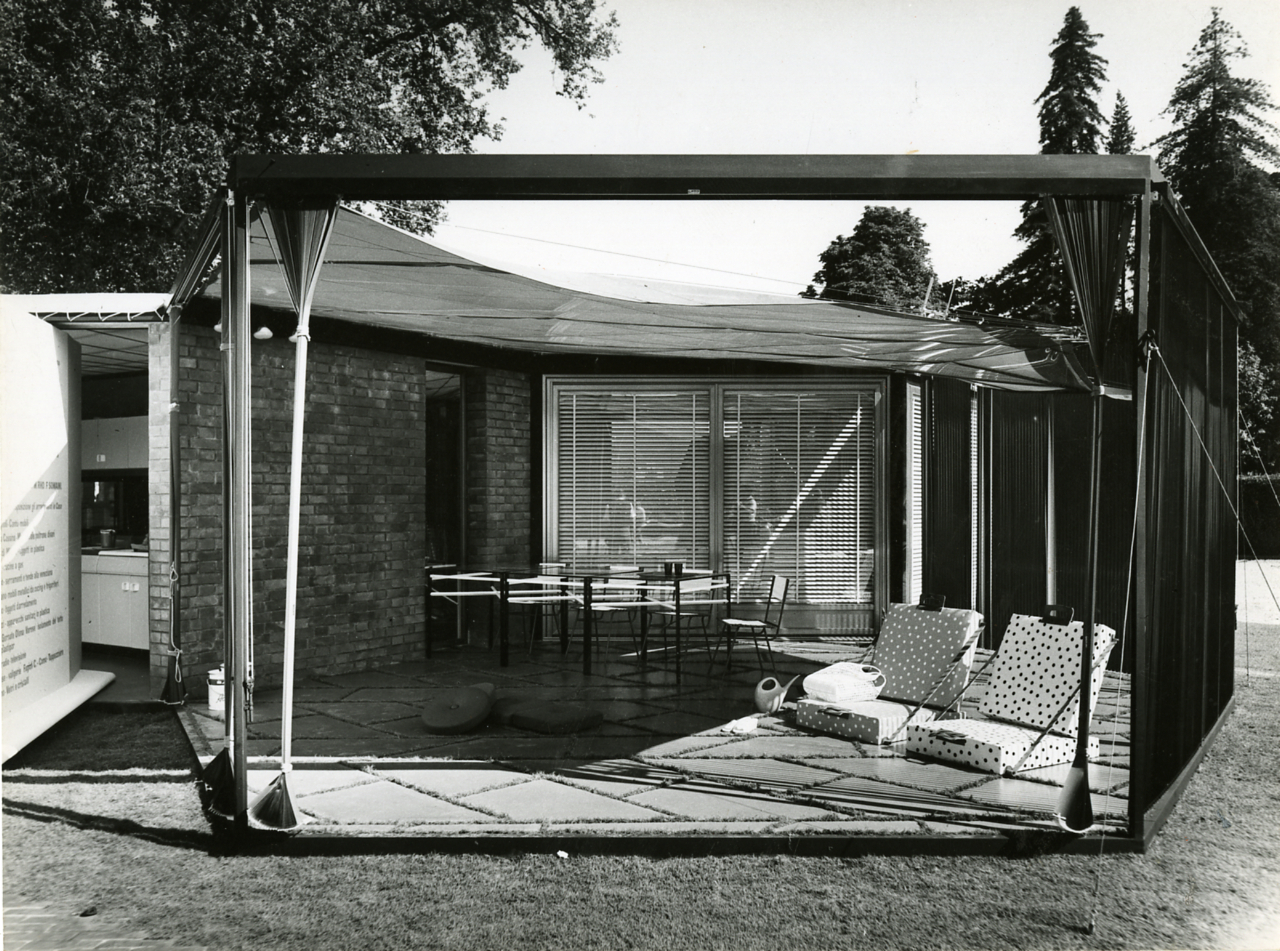
Como, Villa Olmo. Ausstellung Farben und Formen im Haus heute. Ferienhaus entworfen von Parisi und Giampaolo Allevi. Foto von Paolo Monti, 1957.

Ico Parisi lebte fast die ganze Zeit seines Lebens in Como, wo sein Vater, ein dem Naturalismus verbundener Künstler, seit 1920 als Kunstlehrer arbeitete. In den Jahren 1931 bis 1935 machte er eine Ausbildung im Bauwesen. 1935 trat Parisi in das Studio des Architekten Giuseppe Terragni ein, dessen Casa del Fascio in Como er im Jahr 1936 als Fotograf in einer Spezialausgabe der Zeitschrift Quadrante publizierte. In den Folgejahren sammelte er auch Erfahrungen als Dokumentar- und Experimentalfilmer mit Como+Como+Como (1937) und Risanamento Edilizio della Cittá di Como (dt.: Bauliche Sanierung der Stadt Como, 1939).
Mit Fulvio Cappelletti, Giovanni Galfetti und Silvio Longhi war er an der Gestaltung der Kolonialausstellung 1937 in der Villa Olmo in Como beteiligt. Nach dem Erfolg ihres Beitrags gründeten die vier die Künstlergruppe Alta Quota.
1940 wurde Parisi als Pontonier zum Kriegsdienst eingezogen und in Frankreich, Jugoslawien und in Russland eingesetzt.
Nach seiner Rückkehr aus dem Krieg gründete Parisi 1948 gemeinsam mit seiner Frau Luisa Aiani, einer Schülerin von Gio Ponti, die er 1945 kennenlernte und 1947 heiratete, das auf Innenausstattung spezialisiertes Atelier La Ruota, ein Ort des Designs, der Kunst und der Kultur. Das Atelier befand sich von 1948 bis 1995 in Como, 24 Via Diaz. Sie entwarfen neben Möbeln für Firmen wie Cassina, M.I.M. Altamir, Longhi oder Cappellini, auch Keramik, Gläser und Schmuck.
Er übernahm Aufträge für die Ausstattung der Staatsbibliothek in Mailand und die Einrichtung der Journalistenausstellung der Triennale von 1948. Dabei arbeitete er eng auch mit Malern und Bildhauern wie Mario Radice, Fausto Melotti oder Umberto Milani zusammen.
Parisi wandte sich verstärkt der Architektur zu und beendete sein Architekturstudium 1950 am Atheneum in Lausanne. Im Jahr 1956 trat er der italienischen Associazione per il Disegno Industriale bei.
Parisi war mit dem Architekten Gio Ponti befreundet, von dem er sich für das Prinzip des „fare insieme“, des Zusammenarbeitens, begeistern ließ und durch dessen Kreativität er sich inspiriert fühlte.

## Werk
Durch den Kontakt mit den Kunstkritikern Pierre Restany und Enrico Crispolti entstanden Projekte, die Kunst und Architektur miteinander konfrontierten und verschmolzen, wie zum Beispiel das 1972 gestartete Projekt Ipotesi per una Casa Esistenziale (Hypothese für ein Haus zum Überleben). Nachdem Parisi sein erstes Buch über Fotografie veröffentlicht hatte, begann er mit der Serienproduktion „Utopia“, die 1978 während der Biennale di Venezia ausgestellt wurde.
Er stellte im 34. Salon des Artistes Décorateurs in Paris aus und gestaltete 1947 den Innenraum der Mailänder Bibliothek. Im Anschluss richtet er den Innenraum der Ausstellung für Journalismus bei der Triennale ein.
In den 80er Jahren konzentrierte sich Parisi mehr auf Installationen und Performance, in denen er sich mit den Massenmedien auseinandersetzt. Mit diesen Projekten nahm er an der documenta urbana in Kassel 1982 und der Ausstellung Les années 50 1988 im Centre Pompidou in Paris teil.
Fast zehn Jahre später wurde Parisi in Mailand die erste Einzelausstellung mit dem Titel: Ico Parisi: l’Officina del possibile (Ico Parisi: Die Werkstatt des Möglichen) gewidmet, es folgten noch drei weitere.

## Ausgewählte Ausstellungen
- 2008 Galerie Markus Winter, Berlin[2]
- 2007 Galerie Roberta Lietti, Como
- 1976 Biennale di Venezia
- 1974 Instituto Nazionale di Architettura, Rom
- 1954 X. Triennale di Milano
- 1951 IX. Triennale di Milano
- 1949 Ausstellung über Einrichtungsgegenstände geleitet von Fede Cheti, Mailand
- 1948 Salon des Artistes Décorateurs, Paris
- 1948 Journalistenausstellung der Triennale, Mailand